# Pelastoneurus nigritibia
Pelastoneurus nigritibia är en tvåvingeart som beskrevs av Octave Parent 1934. Pelastoneurus nigritibia ingår i släktet Pelastoneurus och familjen styltflugor.
Artens utbredningsområde är Colombia. Inga underarter finns listade i Catalogue of Life.